# روابط ارمنستان و لهستان
روابط ارمنستان و لهستان (انگلیسی: Armenia–Poland relations) روابط دوجانبه بین ارمنستان و لهستان است. هر دو ملت به دلیل مبادلات فرهنگی و تجارت قرن‌ها از روابط دوستانه تاریخی برخوردارند. هر دو کشور عضو کامل سازمان امنیت و همکاری اروپا، شورای اروپا، سازمان تجارت جهانی و سازمان ملل هستند.

## پیشینه

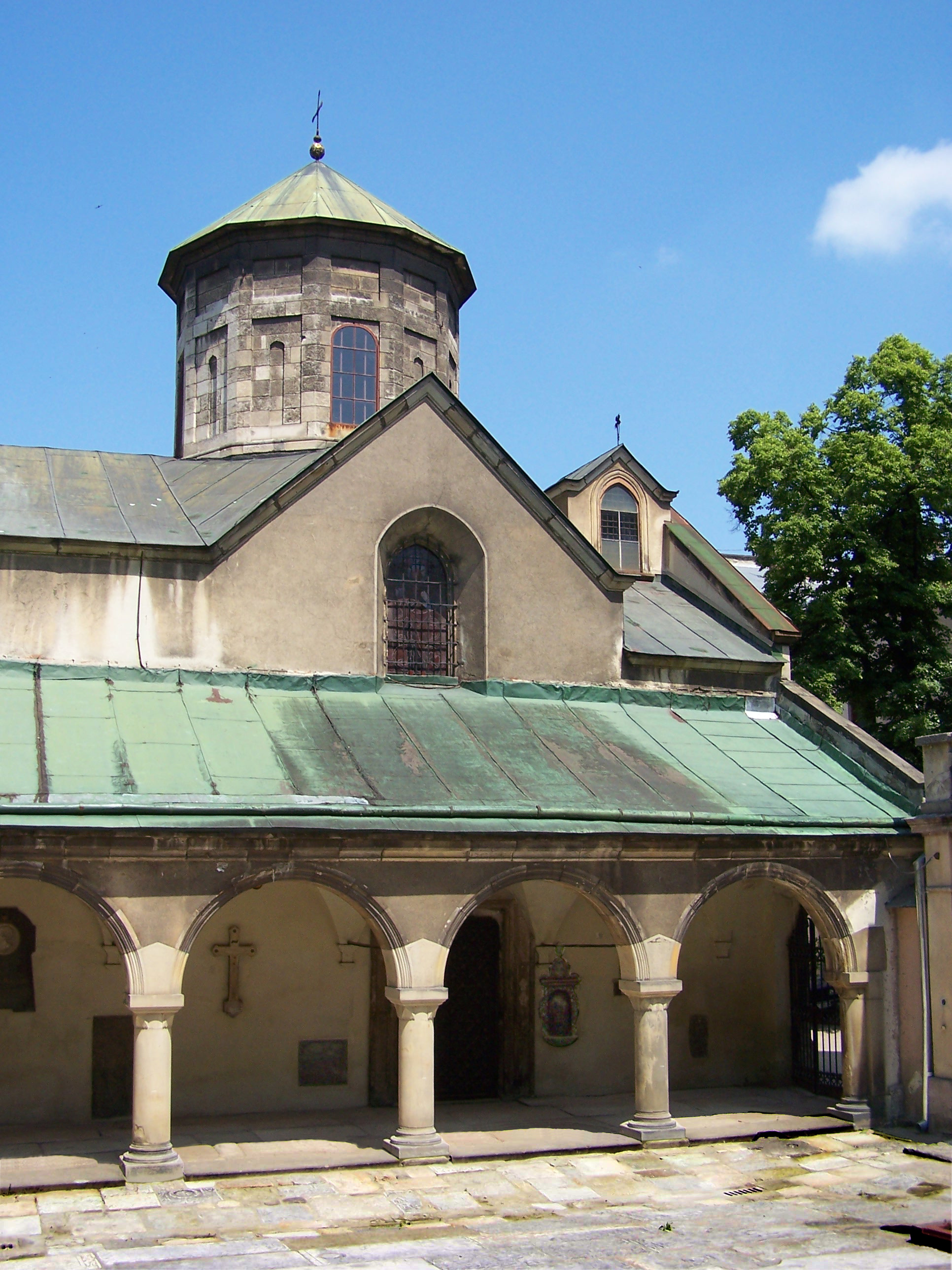
کلیسای جامع ارمنی‌ها Lwów در شرق لهستان (لویو فعلی) برای قرن‌ها مهم‌ترین کلیسای ارمنی‌ها در لهستان بود.

تماس‌های تاریخی بین ارمنی‌ها و لهستانی‌ها به قرون وسطی برمی گردد. از قرن چهاردهم، ارمنی‌ها در پادشاهی لهستان مستقر شدند و جامعه ارمنی-لهستانی از نظر تاریخی مهم را تشکیل دادند. چندین جامعه لهستانی-ارمنی پر تأثیر به ویژه در جنوب شرقی لهستان سابق وجود داشت، که بزرگ‌ترین آنها در لویو، کامیانتس-پودیلسکی و به‌طور خلاصه در فئودوسیا، و شامل ایوانو-فرانکیفسک، Jazłowiec، بوچاچ، زاموشچ و کوتی بودند.  هنوز هم در لهستان و هم در قلمروهای شرقی سابق لهستان، بقایای بسیاری از جامعه ارمنی را می‌توان یافت. شناخته‌شده‌ترین مکان‌ها شامل کلیسای جامع ارمنی لووو (لووو کنونی) و خانه‌های ارمنی دوره رنسانس در زاموسچ است. بازرگانان لهستانی از قرن شانزدهم از ارمنستان دیدن کردند. در قرن هفدهم، پادشاه لهستان ژان سوم سوبیسکی قصد داشت ارمنستان را از سلطه عثمانی آزاد کند، اما مرگ او این نقشه‌ها را خنثی کرد. گروهی از ارمنی‌ها لهستان در نبرد آزادی‌بخش سیونیک علیه حکومت عثمانی در ارمنستان در دهه ۱۷۲۰ شرکت کردند. 
پس از تقسیم لهستان که توسط اتریش، پروس و روسیه در ۱۷۷۲–۱۷۹۵ انجام شد، و الحاق ارمنستان شرقی به روسیه در سال ۱۸۲۸، بسیاری از لهستانی‌ها یا به عنوان زندانی سیاسی از بخش روسی لهستان به سرزمین‌های تحت کنترل روسیه در ارمنستان روسیه تبعید شدند یا پس از اعزام به ارتش روسیه به آنجا فرستاده شدند. در اواخر قرن ۱۹ و اوایل قرن ۲۰، حدود ۵۰۰۰ لهستانی در ارمنستان زندگی می‌کردند. جوامع لهستانی قابل توجهی در شهرهای ایروان، گیومری، قارص و اردهان وجود داشتند.

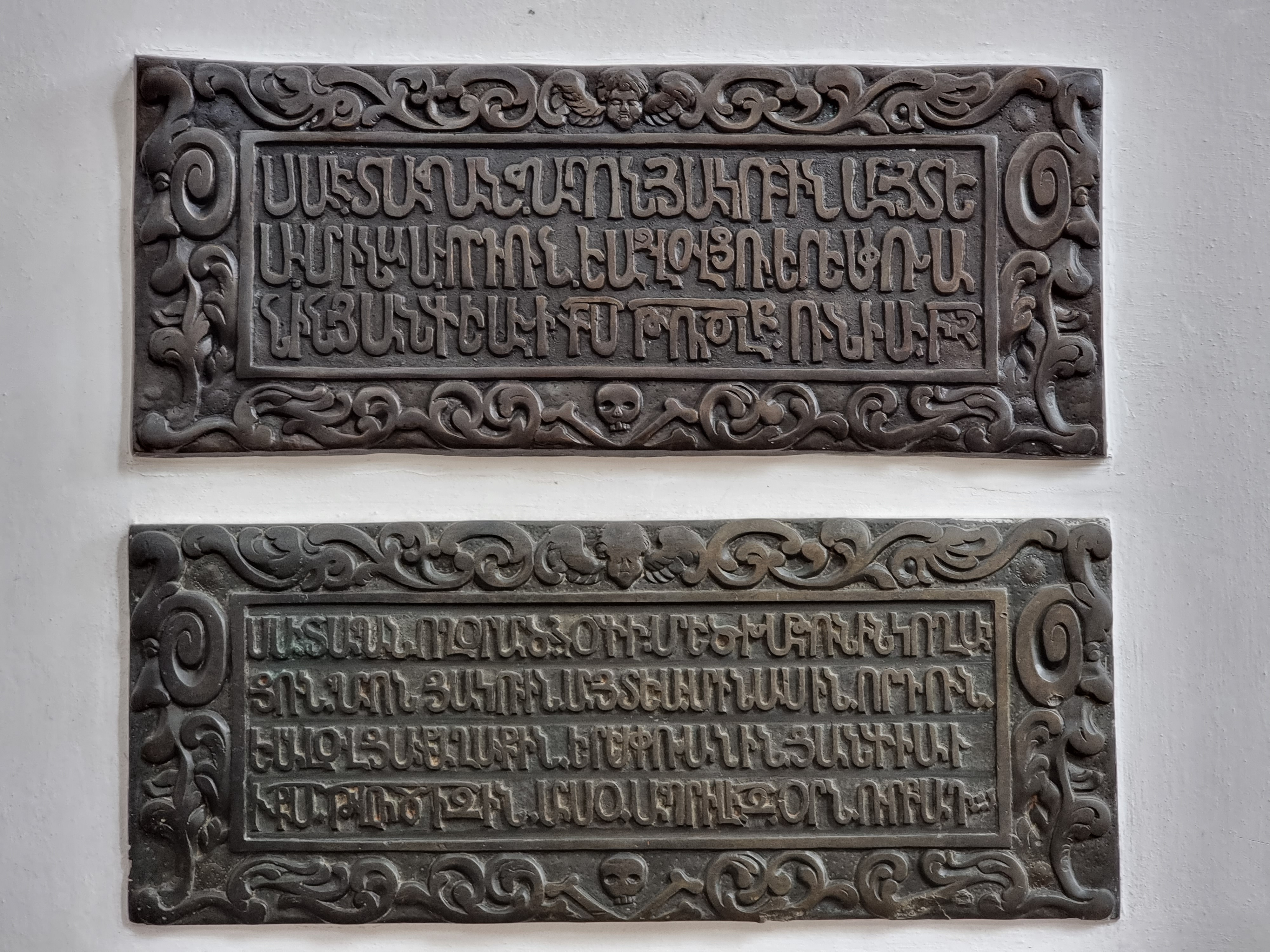
سنگ نوشته‌های ارمنی قرن هفدهمی در کلیسای سنت هیاسینث، ورشو

یوزف پومیانکوفسکی، مارشال لهستانی ارتش اتریش (و بعداً ژنرال لهستانی پس از احیای لهستان مستقل)، یکی از نخستین شخصیت‌هایی بود که نیت ترکان جوان برای نسل‌کشی ارمنی‌ها را کشف کرد و نسل‌کشی ارمنی‌ها به شدت توسط خود یوزف محکوم شد. این کشتار غم‌انگیز بود که وکیل لهستانی، رافائل لمکین، در سال ۱۹۴۳ واژه «نسل‌کشی» را برای ان به کار برد.
قبل از نسل‌کشی، ارمنی‌ها توسط جمعیت لهستان به خوبی مورد پذیرش قرار داشتند، و چندین چهره مشهور لهستانی به‌ویژه شاعران یولیوش سواتسکی و زبیگنیف هربرت ریشه ارمنی دارند.

## دوران کنونی
لهستان نسل‌کشی ارمنی‌ها را به رسمیت شناخته است. در اوج جنگ سرد، هر دو کشور کشورهای کمونیستی تحت سلطه شوروی به عنوان جمهوری خلق لهستان و اتحاد جماهیر شوروی ارمنستان بودند.

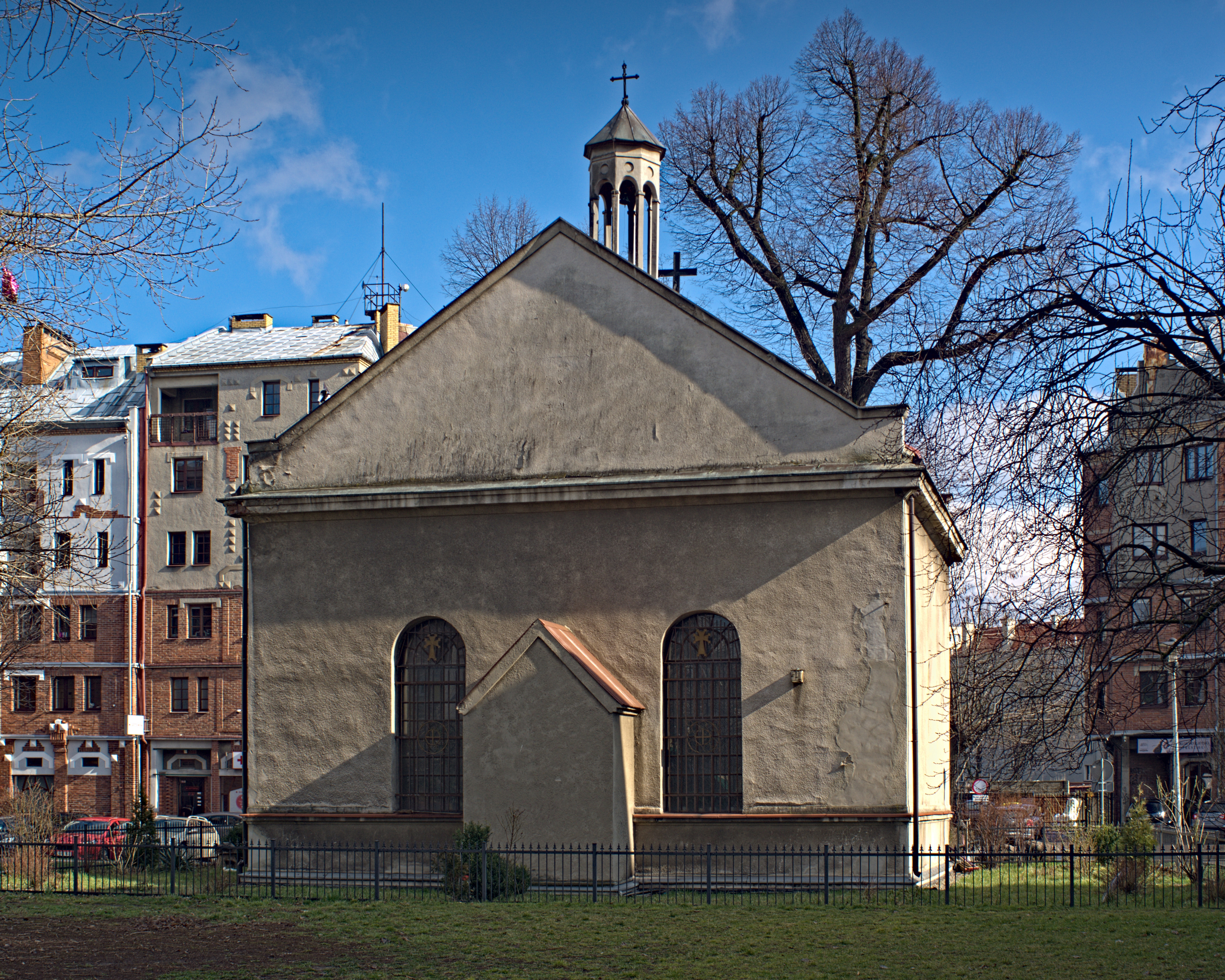
کلیسای تثلیث مقدس کاتولیک ارمنی در گلیویس، لهستان

پس از بازگرداندن استقلال، قراردادهای متعددی از جمله قرارداد همکاری فرهنگی در سال ۲۰۰۰، موافقت نامه همکاری دفاعی در سال ۲۰۰۴، و موافقت نامه همکاری اقتصادی در سال ۲۰۱۰ بین دو کشور به امضا رسید.
شرکت‌های لهستانی مانند لوباوا SA نیز با دولت ارمنستان همکاری می‌کنند. لوباوا-ارمنستان و وزارت دفاع ارمنستان موفق به راه‌اندازی یک شرکت صنعتی نظامی شدند که قادر به تأمین جلیقه‌های ضد گلوله، کلاه‌خود، فریبنده‌های خودرو و چادرها برای نیروهای مسلح ارمنستان است و درهای ورود شرکت‌های لهستانی به بازارهای اوراسیا را باز می‌کند. عمده واردات ارمنستان از لهستان گیلاس است.
لهستان و لهستانی‌ها در ارمنستان به‌طور مثبت مورد توجه قرار می‌گیرند، که عمدتاً به دلیل روابط تاریخی نزدیک بین دو کشور است.
تجلیل از رامیل صفرف، که پرسنل نظامی ارمنی گورگن مارگاریان را به قتل رساند، در لهستان مورد انتقاد قرار گرفت و لهستان نیز نسبت به مجارستان، متحد سنتی دیرینه لهستان، برای آزادی رامیل صفروف ملاحظاتی داشت.
در سال ۲۰۱۷، مجلس سنای لهستان قطعنامه ای را برای بزرگداشت ۶۵۰ سالگرد تأسیس جامعه لهستانی-ارمنی تصویب کرد و از کمک آن به فرهنگ و تاریخ لهستان قدردانی کرد. بین سال‌های ۲۰۱۸ تا ۲۰۲۳، چلیپاسنگ به یاد دوستی ارمنی-لهستانی در زاموشچ، شچچینک و زابژه در لهستان رونمایی شد. در سال ۲۰۲۱، یک چلیپاسنگ به یاد دوستی ارمنی-لهستانی و پاپ ژان پل دوم در ایروان رونمایی شد.
در ژوئن ۲۰۲۰، لهستان پس از شیوع بیماری همه گیر کووید-۱۹ در ارمنستان، اقلام پزشکی مانند ماسک صورت، محافظ صورت و ضدعفونی کننده دست و صورت را به ارمنستان اهدا کرد. در ژوئن ۲۰۲۱، لهستان برای کمک به مبارزه با بیماری همه گیر، تجهیزات پزشکی به ارمنستان اهدا کرد، و در نوامبر ۲۰۲۱، لهستان بیش از ۲۰۰۰۰۰ واکسن کووید-۱۹ را به ارمنستان اهدا کرد.

## نسل‌کشی ارمنی‌ها
در سال ۲۰۰۵، لهستان رسماً نسل‌کشی ارمنی‌ها را به رسمیت شناخت.

## مناقشه قره باغ کوهستانی
لهستان از جانبداری خودداری کرده و در عوض از ارمنستان و آذربایجان خواسته است تا راه حل این مشکل را بیابند. پس از جنگ دوم قره‌باغ در سال ۲۰۲۰، ارمنی‌ها لهستان در تظاهراتی در ورشو از آندری دودا، از رئیس‌جمهور لهستان خواستند که موضع محکم تری علیه ترکیه و آذربایجان بگیرد. در آوریل ۲۰۲۱، لهستان ۳ تن کمک‌های بشردوستانه برای شهروندان آواره آرتساخ مقیم ارمنستان به ارمنستان ارسال کرد.

## نمایندگی‌ها
ارمنستان در ورشو سفارت دارد و لهستان در ایروان سفارت دارد.

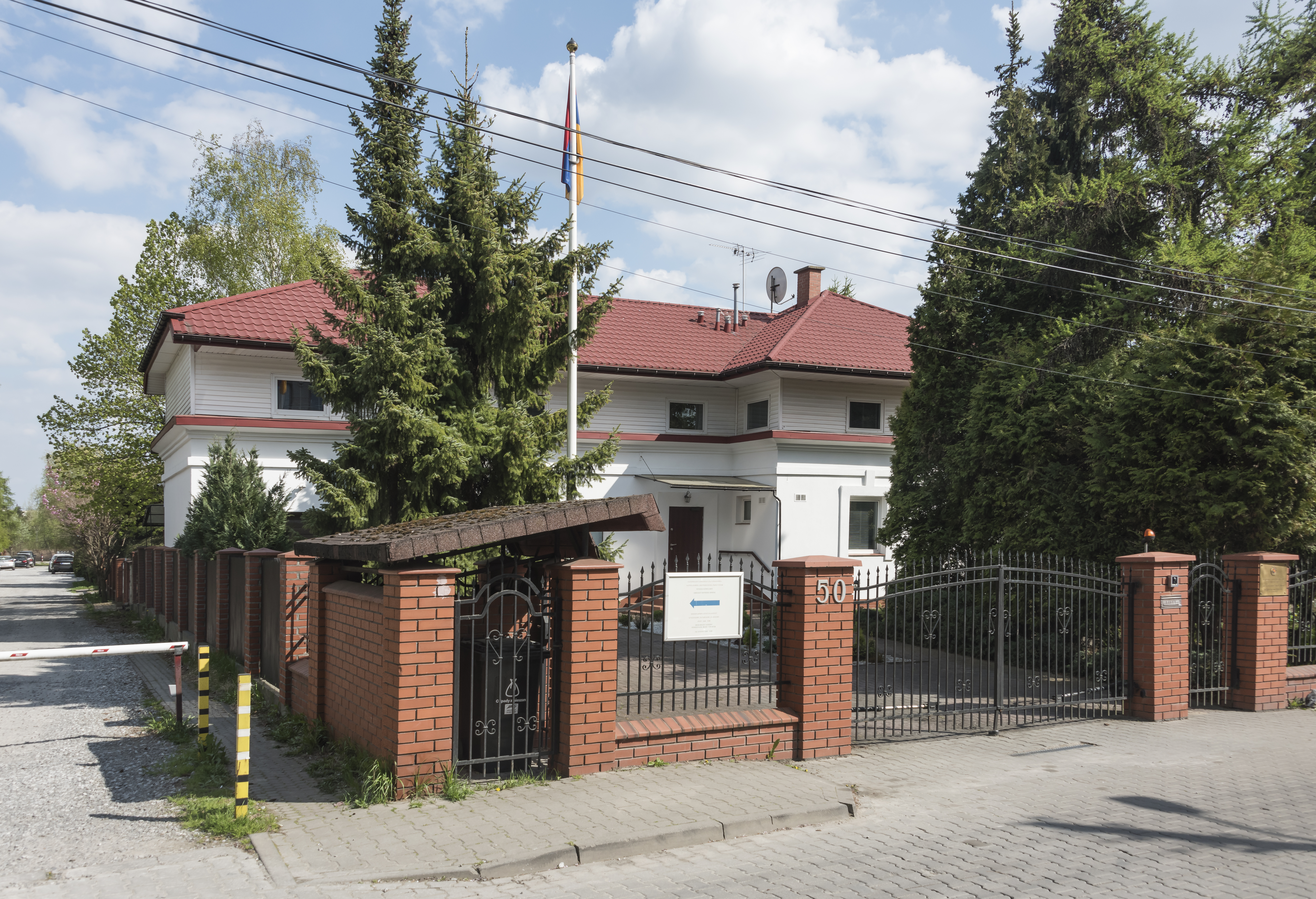
سفارت ارمنستان در ورشو
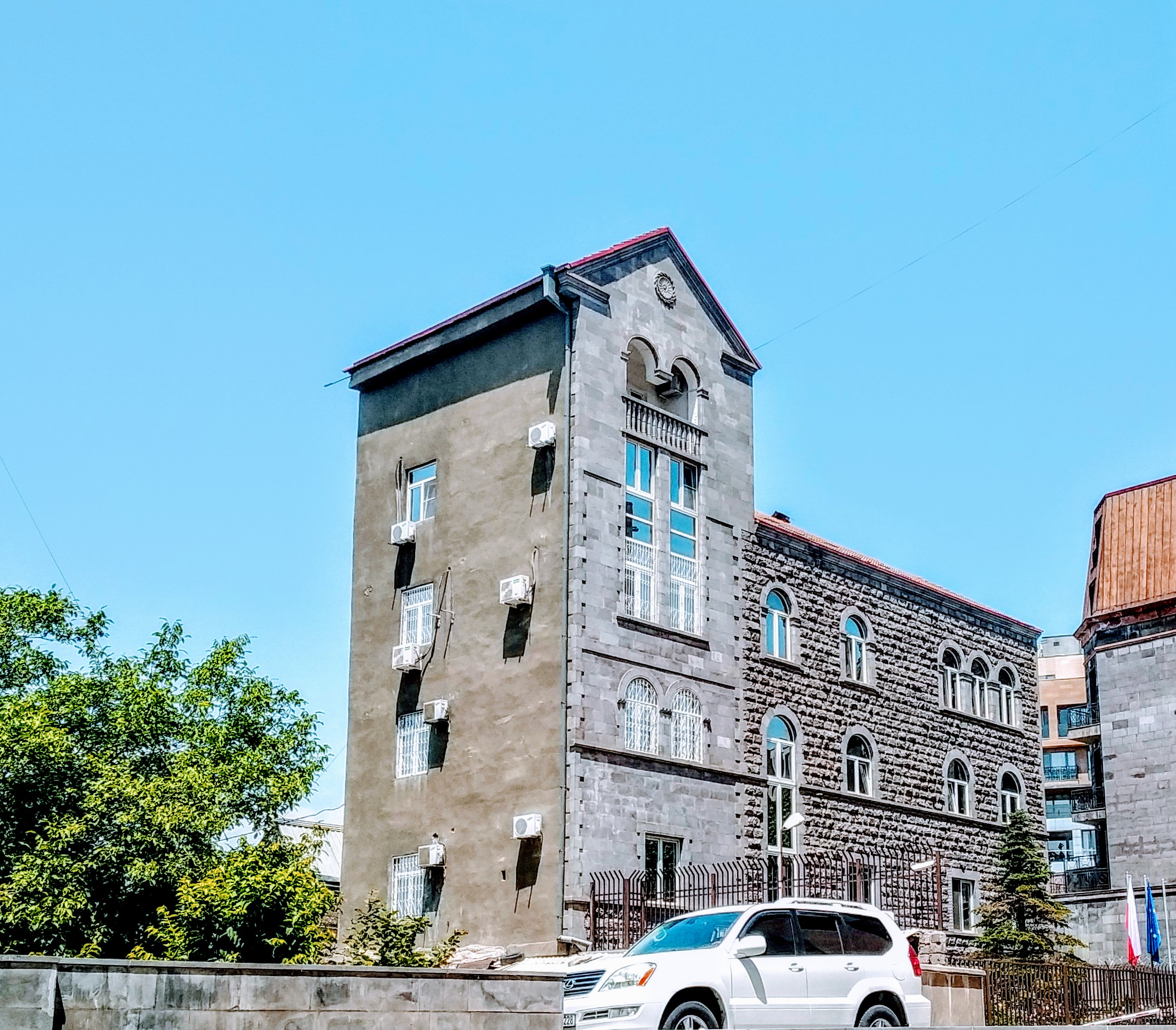
سفارت لهستان در ایروان